# Napęd magnetohydrodynamiczny
Napęd magnetohydrodynamiczny (MHD) – napęd jednostek pływających, zwłaszcza okrętów podwodnych, oparty na zasadach magnetohydrodynamiki (MHD).
We wczesnych latach 60. XX wieku, amerykański naukowiec Stewart Way przeprowadził na uniwersytecie kalifornijskim w Santa Barbara eksperyment w którym zademonstrował w jaki sposób pole magnetyczne może napędzać okręt podwodny. Napęd magnetohydrodynamiczny (MHD) używa pola magnetycznego (magneto-) do oddziaływania na strumień wody (-hydro-) oraz tworzenia kierunkowej siły (-dynamika). System tego rodzaju jest cichy i eliminuje konieczność używania śruby i wału napędowego, przekładni napędu i innych związanych z nimi elementów mechanicznych. Dodatkowo, mechanika w tego rodzaju układzie napędowym nie jest złożona, jeśli układ wykorzystuje nadprzewodnictwo.

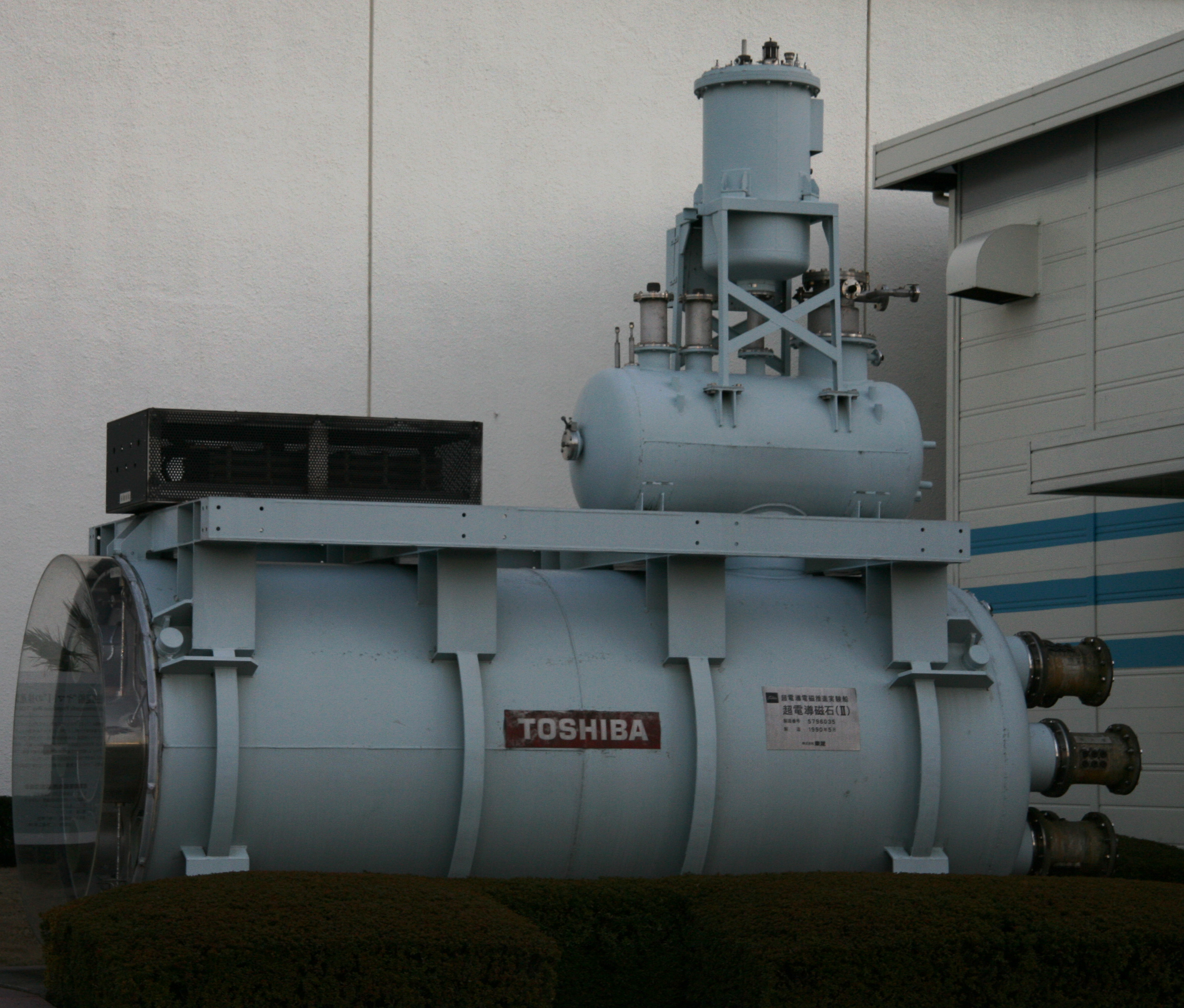
Magnetohydrodynamiczna jednostka napędowa japońskiej eksperymentalnej jednostki pływającej z napędem magnetohydrodynamicznym „Yamato I”

Do pojawienia się nadprzewodników, ilość energii niezbędnej do wytwarzania pola magnetycznego dla pracującego układu napędowego MHD okrętu podwodnego była olbrzymia. Nadprzewodnikowe magnesy – z uwagi na brak generowanego normalnie przez opór elektryczny ciepła – mogą wytwarzać bardzo silne pole magnetyczne, niezbędne do wytworzenia ciągu zdolnego poruszać okręt podwodny. Woda morska wpływa do urządzenia wytwarzającego ciąg, gdzie w obszarze pola magnetycznego wytworzonego przez elektromagnes płynie przez nią między elektrodami prąd elektryczny o kierunku prostopadłym do kierunku pola magnetycznego i ruchu wody. Na wodę, tak jak na przewodnik znajdujący się w polu magnetycznym, w którym płynie prąd elektryczny działa siła. Siła ta przyspiesza wodę przepływającą przez urządzenie tworzące ciąg, a zgodnie z trzecią zasadą dynamiki Newtona odpowiadająca jej siła reakcji (ciąg) oddziałuje na okręt w kierunku przeciwnym.
Jak wspomniano wyżej napęd tego rodzaju jest cichy, gdyż redukuje do minimum urządzenia mechaniczne układu napędowego, z punktu widzenia okrętów podwodnych nie jest jednak pozbawiony wad. Na elektrodach tworzą się bowiem bąble wodoru, które pękając następnie, tworzą sygnaturę akustyczną okrętu. Według naukowców jednak, problem ten jest rozwiązywalny w dalszym rozwoju tej technologii. Także silne pole magnetyczne niezbędne dla działania układu może być wykryte przez samoloty i helikoptery do zwalczania okrętów podwodnych, wyposażone w detektory anomalii magnetycznych (MAD). Jednakże zajmujące się tą tematyką źródła, wskazują na możliwość skutecznego ekranowania. Aktualna wydajność istniejących napędów MHD jest jeszcze niska, i według danych przedstawionych w roku 1988 na londyńskiej konferencji „London Underseas Defense” wynosiła 5%, a nawet mniej, jednakże postęp techniczny w tej dziedzinie jest bardzo szybki.

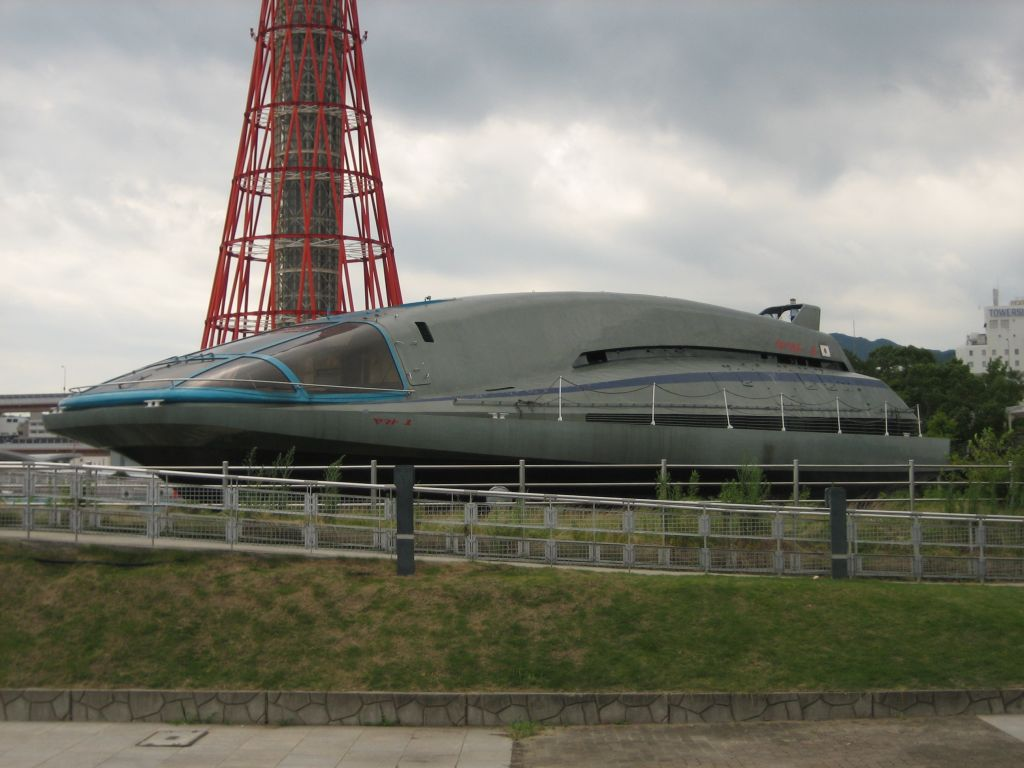
„Yamato I” w ekspozycji Muzeum Morskiego w Kobe w Japonii

Na przełomie lat 70. i 80. XX wieku, zachodnie służby wywiadowcze podejrzewały marynarkę radziecką o umieszczenie nad rufowym sterem pionowym swoich okrętów z napędem jądrowym układu MHD. W 1990 roku jednak, odwiedzający niemiecką stocznię okrętów podwodnych HDW w Kilonii ostatni dowódca marynarki radzieckiej i późniejszy pierwszy dowódca Marynarki Wojennej Federacji Rosyjskiej adm. Władimir Czernawin ujawnił, że umieszczona na sterze pionowym gondola mieści antenę ultra-niskiej częstotliwości, umożliwiającą skrytą komunikację okrętu z lądem. Jeszcze inne informacje sugerowały, iż gondola ta mieści holowaną antenę sonaru. Po upadku jednak Związku Radzieckiego, podejrzenia o zastosowanie napędu MHD zostały ponad wszelką wątpliwość rozwiane, jednakże potencjał rozwoju, a następnie zastosowania tego rodzaju napędu jest bardzo duży.
W 1991 roku japońska „Fundacja Rozwoju Budownictwa Okrętowego”, w kooperacji z Mitsui Engineering and Shipbuilding, Hitachi Zōsen oraz Mitsubishi Heavy Industries, zwodowała 30-metrową jednostkę eksperymentalną „Yamato I”, wyposażoną w napęd MHD używający nadprzewodnictwa niskotemperaturowego. Według specjalistów z amerykańskiego Naval Hydromechanics Division of David Taylor Model Basin z dostępem do japońskiego programu, „Yamato I” wyposażony jest w dwie bliźniacze podwieszane gondole MHD, każda składająca się z sześciu cewek dipolowych wokół 6 kanałów, ułożonych w pierścień celem redukcji radiacji elektromagnetycznej oraz eliminacji konieczności ekranowania. Każdy kanał ma 24 cm średnicy. Energię dla bliźniaczych gondol zapewniają dwa generatory elektryczne napędzane przez silniki Diesla, produkujące około 4 megawatów energii elektrycznej. Zapewnia to jednostce prędkość konstrukcyjną 8 węzłów. Konstrukcja ma jeszcze wszystkie opisane wyżej wady napędu magnetohydrodynamicznego, w tym wydajność mniejszą niż 4%, generacja bąbli wodorowych i korozja elektrod, które muszą zostać usunięte, jednakże perspektywa pozbycia się z okrętów podwodnych masywnych wałów, hałaśliwych przekładni i śrub, powoduje że koncepcja MHD jest bardzo atrakcyjna dla konstruktorów okrętów podwodnych na początku XXI wieku.